# گل‌دودی شمالی
گل‌دودی شمالی (نام علمی: Conospermum boreale) نام یک گونه از سرده گل‌دودی است.